# Echinogorgia furfuracea
Echinogorgia furfuracea is een zachte koraalsoort uit de familie Plexauridae. De koraalsoort komt uit het geslacht Echinogorgia. Echinogorgia furfuracea werd in 1791 voor het eerst wetenschappelijk beschreven door Esper. 